# امر ضروری
امر ضروری (لهستانی: Imperatyw؛ ‏آلمانی: Imperativ) یک فیلم درام آلمانی به کارگردانی کشیشتف زانوسی است که در سال ۱۹۸۲ منتشر شد.
این فیلم در سی و نهمین دورهٔ جشنواره فیلم ونیز به نمایش درآمد و برندهٔ جایزه ویژه هیئت داوران شد.

## خلاصه داستان
ریاضیدانی که به عنوان دستیار در یکی از دانشگاه‌های آلمان کار می‌کند، سعی می‌کند پاسخی برای سوالاتی بیابد که ذهنش را به خود مشغول کرده‌است: دربارهٔ معنایِ وجود، دربارهٔ زندگی پس از مرگ، دربارهٔ تأثیر بخت در زندگی انسان. با این حال، او پاسخ این پرسش‌ها را نه در گفتگو با یک زن نزدیک به خود، نه با شاگردانش، نه با یک دوستِ متخصصِ الهیات و نه با یک کشیش که تصادفاً ملاقات کرده بود، نمی‌یابد.

## گزیدهٔ بازیگران
- رابرت پاول
- بریژیت فوسی
- ماتیاس هابیش
- لزلی کارون
- زبیگنیف زاپاشیه‌ویچ
- ائوگنیوش پریویژینسف